# Triclisia loucoubensis
Triclisia loucoubensis är en tvåhjärtbladig växtart som beskrevs av Henri Ernest Baillon. Triclisia loucoubensis ingår i släktet Triclisia och familjen Menispermaceae. Inga underarter finns listade i Catalogue of Life.